# Hans Ruesch
Hans Ruesch (Hans Rüesch, ur. 17 maja 1913 roku w Neapolu, zm. w 27 sierpnia 2007 roku w Lugano) – szwajcarski kierowca wyścigowy, pisarz, scenarzysta i aktywista przeciw eksperymentom na zwierzętach.

## Kariera wyścigowa
W swojej karierze wyścigowej Ruesch poświęcił się startom w wyścigach Grand Prix. W latach 1935, 1937 Szwajcar był klasyfikowany w Mistrzostwach Europy AIACR. W pierwszym sezonie startów z dorobkiem 26 punktów uplasował się na 21. pozycji w klasyfikacji generalnej. Dwa lata później uzbierane 31 punktów dało mu dwunaste miejsce w końcowej klasyfikacji kierowców. W 1937 roku wygrał także trzy wyścigi nie zaliczane do klasyfikacji mistrzostw: Grand Prix Finlandii, Grand Prix Bukaresztu oraz Grand Prix Frontières.

## Kariera pisarska i filmowa
Rüesch pisał głównie powieści. Napisał m.in. Top of the World (1950), The Racer (1953) i South of the Heart: A Novel of Modern Arabia (1957). Reżyser Nicholas Ray napisał scenariusz do filmu Dzikie niewiniątka, będącego ekranizacją noweli Top of the World. Również The Racer doczekał się ekranizacji jako The Racers lub Such Men are Dangerous w 1955 roku. Nowela South of the Heart zrealizowana została jako Czarne Złoto z emisją w 2011 roku.